# Погосян, Микаэл Мовсесович
Микаел Мовсесович Погосян (арм. Միքայել Մովսեսի Պողոսյան; род. 31 мая 1956, Ереван) — армянский актёр театра и кино, певец. Народный артист Республики Армения (2015).

## Биография
Родился 31 мая 1954 года в Ереване, Армянская ССР.
В 1978 году окончил актерский факультет ЕХТИ. В 1976—1991 годах работал в Ереванском камерном театре, в 1978—1992 — актёр киностудии Арменфильм, в 1992—1994 — работал в Ереванском театре Амазгаин под руководством Соса Саркисяна. С 1995 года работает по контрактам в театре и кино.

## Фильмография

### Роли в кино
- 1977 — Поклонись наступившему дню (эпизод)
- 1982 — Подснежники и эдельвейсы
- 1986 — Последнее воскресенье
- 1986 — День бумажного змея
- 1986 — Каникулы у моря - эпизод
- 1988 —  Трое из нас[арм.](«Слово» роман у, 1988, дер., реж. Г. Мелконян)
- 1989 — Тайный советник (на русском языке)
- 1989 — Ветер забвения (эпизод)[арм.]
- 1991 — Срок 7 дней
- 1991 — Глас вопиющего в пустыне[арм.]
- 1995 — Ереван — Лос-Анджелес — Ереван
- 1997 — Хатабалада
- 1998 — Ереван Блюз
- 1998 — Высокочтимые попрошайки
- 2000 — Сумасшедший ангел
- 2001 — Весёлый автобус
- 2001 — Симфония молчания
- 2002 — Ереван джан
- 2007 — Верёвка
- 2009 — Мой любимый город Ереван
- 2009 — Маэстро
- 2011 — Такси «Эли Лава»
- 2011 — Welcome Papa
- 2012 — Если все
- 2012 — Потерянный и найденный в Армении (Невероятные приключения американца в Армении)[2]
- 2015 — Спасибо, папа
- 2016 — Землетрясение
- 2018 — Лорик
- 2020 — Непосредственно Каха

### Режиссёрские работы
- 2002 — Ереван джан
- 2012 — Если все

### Сценарист
- 1998 — Ереван Блюз
- 2002 — Ереван джан

### Продюсер
- 2012 — Если все

### Озвучивание мультфильмов
- 1991- Всё хорошо (мультфильм) - вокал/Горбачёв

## Дискография
- 2005 — Im 1
- 2006 — Im 2